# 釋普交
釋普交（1048年—1124年），又稱天童普交，北宋時人，俗姓畢，慶元府天童寺沙門，禪宗高僧。

## 生平
普交法師幼年穎異卓倫，不染塵俗，厭惡喧鬧，秉性儼然像個出家人。在受冠禮之前（未成年）出家，經過五夏學戒，外出首參南明法師學習天台宗教理，並偶爾為檀信施主做懺摩佛事。。
之後投泐潭禪師頓悟本性，接承泐潭的法嗣，自此四方學者來向他求法問道的非常多，普交法師後來回到桑梓住天童寺，有八年的時間掩關自修不接眾說法。
宣和六年（1124年）三月二十日，普交法師陞座對弟子說了一偈：「寶杖敲空觸處春，箇中消息特彌綸，昨宵風動寒巖冷，驚起泥牛耕白雲。」偈子一說完，便坐化圓寂了，世壽七十七歲，僧臘五十八，建塔供奉於天童寺後山。

## 法嗣

### 師長
- 泐潭應乾

### 弟子
- 蓬萊圓